# Mathilde Norholt

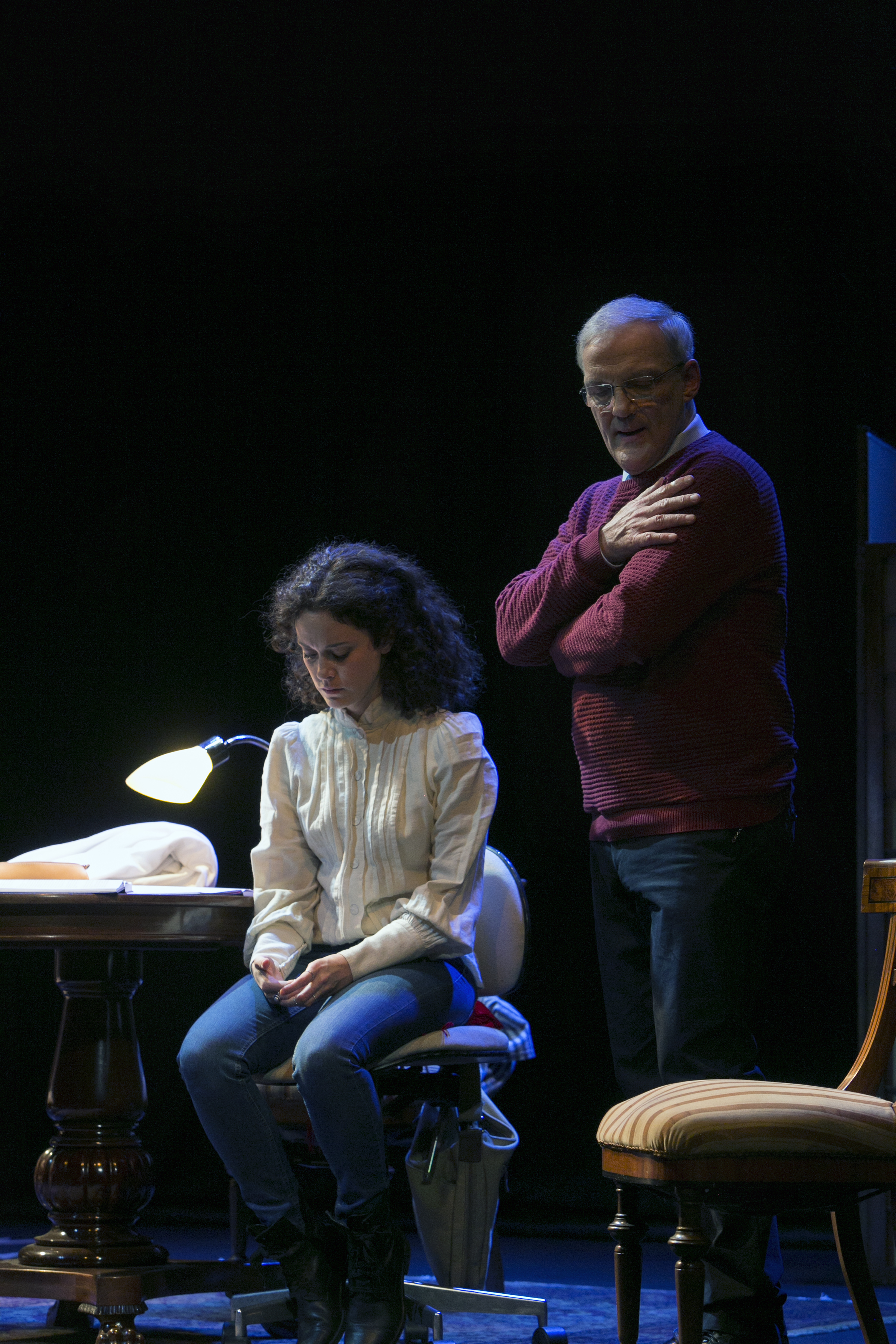
Mathilde Norholt und Preben Kristensen bei der Inszenierung des Theaterstücks Skærmydsler im Folketeatret.

Mathilde Norholt (* 23. März 1983 in Frederiksberg) ist eine dänische Schauspielerin.

## Leben und Karriere
Mathilde Norholt wuchs in Frederiksberg auf. Ihre Eltern sind die Schauspieler Flemming Sørensen und Kirsten Norholt. Sie studierte zunächst Multimedia-Design. Ihre Anfänge als Schauspielerin machte sie mit Auftritten in Kurzfilmen. Einem breiten Publikum wurde sie im Jahr 2011 durch ihre Mitwirkung in der DR-Serie Lykke bekannt. Seither ist Norholt vor der Kamera in Filmen und Serien zu sehen. Sie spielt auch in Theateraufführungen mit und übernahm Rollen in Musicals. Mathilde Norholt lebt in Kopenhagen und hat eine Tochter (* 2017).

## Filmografie (Auswahl)
Filme
- 1994: Snøvsen Ta'r Springet
- 2006: Offscreen
- 2007: Hvid nat
- 2009: Sorte Kugler
- 2011: Chloe Likes Olivia
- 2011: Noget i luften
- 2013: 4Reality
- 2018: Månebrand

Serien
- 2008–2009: 2900 Happiness
- 2009–2011: Kristian
- 2011–2012: Lykke
- 2013: Vild med dans
- 2016: Black Lake